# Цугорка Олександр Петрович
Олександр Петрович Цугорка (нар. 11 травня 1973, Великий Раковець) — український художник, мистецтвознавець. Ректор Національної академії образотворчого мистецтва і архітектури. Член Національної спілки художників України.

## Біографія
Народився 11 травня 1973 року в селі Великому Раковці (нині Хустський район Закарпатської області, Україна) в сім'ї вчителів. 1991 року закінчив Республіканську художню середню школу імені Тараса Шевченка; 1992 року — Дніпропетровське художнє училище.
Трудову діяльність розпочав 1992 року викладачем образотворчого мистецтва і креслення у Великораковецькій загальноосвітній школі, де працював до 1994 року.
2001 року закінчив Національну академію образотворчого мистецтва і архітектури; 2003 року — асистентуру-стажування. Учень Миколи Стороженка.
З 2008 року — викладач кафедри живопису і композиції Національної академії образотворчого мистецтва і архітектури; з 2015 року — доцент, з 2019 року — професор, очільник монументального відділення, кафедри живопису і композиції. 2019 року захистив дисертацію за спеціальністю «Теорія та історія культури» на тему «Художньо-естетичні принципи українського бароко в сучасному іконописі» та здобув науковий ступінь кандидата мистецтвознавства.

## Творчість
Працює в галузях станкового (понад 300 творів) та монументального живопису (у жанрі сакрального мистецтва), графіки. Протягом 2002—2009 років створив понад 50 ікон для церкви «Покрова Пресвятої Богородиці» у центрі народознавства «Мамаєвій Слободі». Серед робіт:
- «Аркан» (1994);
- «Портрет гуцулки» (1996);
- «Музика Карпат» (1996);
- «Гуцульська трійця» (1996);
- «Гуцульська цариця» (1997);
- «Тихий шелест дерева сподівань» (2001);
- ікона «Богородиця слобідська цариця козацька» (2001—2007);
- ікона «Благовіщення» (2001—2007);
- ікона «Трійця» (2001—2007);
- ікона «Різдво Пресвятої Богородиці» (2001—2007);
- декоративне панно «Алегорії мистецтв» (2001; Національна академія образотворчого мистецтва і архітектури[3]);
- «Цвіт папороті» (2010);
- декорації, декоративні панно та костюми до балету «Володар Борисфену» для Національного театру опери та балету імені Тараса Шевченка (2011)[3];
- скульптурний рельєф «Древні боги» (2011—2012);
- «Сон Орфея» (2013);
- «Дари Святого Духа» (2014);
- декоративне панно до 100-річчя Національної академії образотворчого мистецтва і архітектури «Апофеоз мистецтв» (2017)[3];

Брав участь у розписах Церкви Миколи Притиска у Києві.
У 2018 році розробив та втілив художній проєкт «Меморіальний музей художника та педагога Миколи Стороженка» на батьківщині Миколи Стороженка — селі В'язовому.

## Наукова діяльність
Автор і співавтор понад 30 мистецтвознавчих праць, переважно на тему сакрального мистецтва.

## Відзнаки
- Лавреат премії імені Михайла Дмитренка (1996, Сполучені Штати Америки)[2];
- Стипендіат Київського міського голови для обдарованої молоді за особистий творчий внесок у розвиток міста (2002)[2];
- Нагороджений Срібною медаллю Національної академії мистецтв України (2003; за творчі досягнення в галузі художньої культури)[2];
- Заслужений діяч мистецтв України з 2013 року[6].